# Kaliumhypochlorit
Kaliumhypochlorit (KClO) ist das Kaliumsalz der Hypochlorigen Säure (Unterchlorige Säure).

## Gewinnung und Darstellung
Es wird durch Einleiten von Chlorgas in Kalilauge oder durch Elektrolyse einer Kaliumchlorid-Lösung hergestellt.
{\displaystyle \mathrm {2\ KOH+Cl_{2}\rightarrow KClO+KCl+H_{2}O} }
Bei Abkühlen der konzentrierten Lösung auf −10 °C scheidet sich kristallines Hydrat ab, welches sehr reaktionsfähig ist und brandfördernd wirkt.

## Eigenschaften
Kaliumhypochlorit ist nur in wässriger Lösung haltbar und besitzt in dieser Form eine gelbgrüne Färbung. Die wässrige Lösung reagiert stark alkalisch. Beim Erhitzen zersetzt sich die Verbindung, wobei Chlorverbindungen wie Chlorwasserstoff frei werden.

## Verwendung
Verdünnte Lösungen werden als Eau de Javel (Javelwasser) verkauft. Diese werden zum  Bleichen, Oxidieren oder, wegen ihrer antimikrobiellen Wirkung, zum Desinfizieren verwendet. Ferner findet es Verwendung bei der Entgiftung cyanidhaltiger Abwässer.